# لوسيل لوند
لوسيل لوند (بالإنجليزية: Lucille Lund)‏ هي ممثلة أمريكية، ولدت في 3 يونيو 1913 في الولايات المتحدة، وتوفيت بنفس المكان في 15 فبراير 2002.

## وصلات خارجية
- لوسيل لوند على موقع IMDb (الإنجليزية)
- لوسيل لوند على موقع أول موفي (الإنجليزية)
- لوسيل لوند على موقع قاعدة بيانات الفيلم (الإنجليزية)